# Sindicato Italiano de Alta Costura
El Sindicato Italiano de Alta Costura (en italiano Sindacato italiano alta moda - SIAM) fue un sindicato fundado en 1953 por Emilio Schuberth, las hermanas Fontana, Vincenzo Ferdinandi, Jole Veneziani, Alberto Fabiani, Giovannelli-Sciarra, Mingolini-Guggenheim, Eleonora Garnett, Simonetta, en desacuerdo con el noble florentino Giovanni Battista Giorgini considerado el fundador de la alta costura en Italia.

## Historia
Años antes de su creación, en 1935 se fundó la Ente Nazionale Moda en Turín, por iniciativa del gobierno fascista, para ayudar al desarrollo de la industria textil y de la moda italiana. En octubre de 1946, una nueva asociación, Ente moda, organizó una exposición nacional del arte de la moda en el Palacio Real de Turín, tratando de recuperar el papel central arrogado por la antigua era fascista. La nueva agencia de moda, cuyo presidente era el conde Dino Lora Totino, estaba seguro de que podría obtener el reconocimiento oficial del gobierno. Sin embargo, en 1949 se creó el Centro italiano della moda en Milán, que naturalmente entró en rivalidad para obtener un papel de referencia con respecto a su rival de Turín. 
En 1949, gracias al matrimonio entre Tyrone Power y Linda Christian, los sastres romanos también ganaron fama y popularidad y el 5 de noviembre de ese mismo año, por iniciativa de la Cámara de Comercio de Roma, nació el Comitato della moda (Comité de la moda). En esos años, por lo tanto, había tres instituciones rivales que se oponían entre sí y fue así que el conde Giovanni Battista Giorgini logró organizar su famoso desfile de moda el 12 de febrero de 1951 en el que presentó creaciones estadounidenses a numerosos sastres romanos y milaneses, pero no de Turín, a excepción de Mirsa creada por la marquesa piamontesa Olga Cisa Asinari de Grésy. 
En 1951, la Ente moda di Torino había logrado obtener el título oficial de Ente Italiano Moda (EIM) del gobierno y gracias a este nuevo reconocimiento, su director, Vladimiro Rossini, instó a Giorgini a organizar los desfiles de moda bajo el patrocinio de la organización de Turín. 
Las rivalidades no disminuyeron y fue así que en 1953 se fundó en Roma el Sindicato de Alta Costura italiana (SIAM), con sede en la Plaza de Montecitorio, con el objetivo de proteger la alta costura "... principalmente realizado por un docenas de casas romanas, un par de casas milanesas y algunas en Turín y Florencia ". El cóctel de inauguración tuvo lugar en la Puerta Abierta de Rudy y Consuelo Crespi, contando entre los participantes del evento también Beppe Modenese quien más tarde se convertirá en presidente de la Cámara Nacional de la Moda Italiana. 
Los "secesionistas", como se los llamaba, eran estilistas romanos y sus creaciones fueron controvertidas en sus talleres en Roma, dos días antes de los desfiles de Palacio Pitti en Florencia. 
Todavía era un momento pionero para la alta costura italiana comprometida en esos años para enfrentar el poder abrumador de los franceses. El estatuto sindical prohibió la participación en la Sala Bianca del Palazzo Pitti. Roma reclamó el derecho de hacerlo por su cuenta. En realidad, la causa del cisma fue la molestia por la obligación de presentar solo 18 vestidos en los tres días del Palazzo Pitti.
El 11 de junio de 1958 se fundó en Roma la Camera Sindacale della Moda Italiana, en la que convergían tanto las necesidades de la alta costura romana como las de la boutique de moda florentina. El 29 de septiembre de 1962, esta institución se convirtió en la Cámara Nacional de la Moda Italiana (CNMI) gracias a la adhesión de las casas de moda milanesas.